# نظرية الحقل الكمومي الطوبولوجية
نظرية المجال الكمي الطوبولوجية أو نظرية الحقل الطوبولوجية، تحسب الثوابت الطوبولوجية.  بالرغم من أن الفيزيائيين هم من اخترعوا نظريات المجال الكمي الطوبولوجية، هي أيضًا ذات أهمية رياضية لكونها متعلقة بنظرية العقدة ونظرية المتشعبات الأربعة في الطوبولوجيا الجبرية، ونظرية المساحات المعيارية في الهندسة الجبرية وغيرها من النظريات. فاز كل من دونالدسون وجونز وويتن وكونتسيفيتش بميداليات فيلدز للعمل الرياضي المتعلق بنظرية المجال الطوبولوجي. في فيزياء المواد المكثفة، تعتبر نظريات المجال الكمي الطوبولوجي نظريات فعالة منخفضة الطاقة للحالات المرتبة طوبولوجيًا، مثل الحالات الكمية الكسرية لهول، والحالات المكثفة ذات الشبكة الوترية، وغيرها من حالات السوائل الكمومية المرتبطة بقوة. في الديناميكا، جميع الأنظمة الديناميكية المستمرة في الزمن، مع ضوضاء وبدونها، هي نظريات مجالات كمية طوبولوجية من نوع ويتين وتشمل ظاهرة الانهيار التلقائي للتناظر الفائق الطوبولوجي المطابق مفاهيم راسخة مثل الفوضى والاضطراب و 1 / ف والضوضاء الصاخبة والحرجية المنظمة ذاتيًا

## نظرة عامة
في نظرية المجال الطوبولوجية، لا تعتمد دوال الترابط على مترية الزمكان. يعني هذا أن النظرية غير حساسة للتغيرات الشكلية للزمكان؛ إذا انثنى الزمكان أو تقلص، لا تتغير دوال الترابط، وبالتالي تعتبر ثوابت طوبولوجية. ليست نظرية المجال الطوبولوجية ذات أهمية في زمكان منكوفسكي الذي يستخدم في فيزياء الجسيمات. يمكن أن يتقلص زمكان منكوفسكي إلى نقطة، لذلك تحسب نظرية المجال الطوبولوجي فقط ثوابت طوبولوجية تافهة. نتيجة لذلك عادة ما تدرس هذه النظريات على الزمكان المنحني مثل سطح ريمان على سبيل المثال. تعرف معظم نظريات المجال الطوبولوجية على زمكان يحتوي على أقل من خمسة أبعاد. يبدو أن هناك نظريات أبعاد أعلى لكنها ليست مفهومة جيدًا. يعتقد أن نظرية الجاذبية الكمومية مستقلة عن الخلفية (بشكل منطقي إلى حد ما)، وتقدم نظريات المجال الطوبولوجية نماذج لنظريات مجال كمي مستقلة عن الخلفية. وقد شجع هذا استمرار البحث النظري في هذه الفئة من النماذج.
تحذير: يُقال في كثير من الأحيان أن نظريات المجال الطوبولوجية لها درجات عديدة منتهية من الحرية، لكن هذه ليست خاصية أساسية. غالبًا ما يكون ذلك صحيحًا في معظم الأمثلة التي يدرسها الفيزيائيون وعلماء الرياضيات، ولكنها ليست ضرورية. نموذج سيغما الطوبولوجي مع الفضاء الإسقاطي ذي الأبعاد المستهدفة اللانهائية، إن كان من الممكن تعريف هذا الشيء، فسيكون له عدد لا يحصى من درجات الحرية.

## الصيغ الرياضية
مسلمة عطية-سيغال الأصلية
اقترح عطية مجموعة من المسلمات لنظرية مجال كمي طوبولوجية التي استلهمها من المسلمات التي اقترحها سيغال لنظرية الحقل الامتثالي ومن فكرة ويتين عن المعنى الهندسي للتماثل الفائق. مسلمات عطية مبنية على لصق الحدود بتحويل قابل للاشتقاق (طوبولوجي أو مستمر) بينما تعتمد مسلمات سيغال على تحويل امتثالي. كانت هذه المسلمات مفيدة نسبيًا للمعالجات الرياضية لنظريات المجال الكمي من نوع شوارز، بالرغم من أنها لا تبدو أنها تحيط بالبناء الكلي لنظريات المجال الكمي من نوع ويتين. الفكرة الأساسية هي أن نظرية المجال الكمي الطوبولوجية مدلال من فئة معينة من الكوبورديات إلى فئة من الفضاءات المتجهة. هناك في الواقع مجموعتان مختلفتان من المسلمات التي يمكن أن تسمى مسلمات عطية. تختلف هذه المسلمات أساسًا فيما إذا كانت تدرس نظرية مجال كمي طوبولوجية معرفة في زمكان ريمان/ لورنتز مفرد ثابت في عدد ن من الأبعاد M أو نظرية مجال كمي طوبولوجية معرفة في كل زمكانات الأبعاد في نفس الوقت.
ليكن ^ حلقة تبادلية مع 1 (في معظم العوالم الحقيقية تكون ^ = Z أو R أو C). اقترح عطية مسلماته في الأصل بخصوص نظريات المجال الكمي الطوبولوجية في البعد د المعرف على الحلقة الأساسية ^ كما يلي:
- وحدة ^ المنتهية المرتبطة بكل متشعب ز (Σ) موجه أملس مغلق ذي البعد د (بما يتوافق مع مسلمة مثلية التوضع)
- العنصر Z(M) ∈ Z(∂M) المرتبط بكل متشعب م موجه أملس ذي البعد د+1 (مع وجود حدود) (بما يتوافق مع مسلمة مضافة).

تخضع هذه البيانات إلى المسلمات الآتية (أضاف عطية المسلمتين 4 و5):
1. Z مدلالي للتوجه الذي يحافظ على التماثل التفاضلي ل Σ و M.
2. Z التفافي؛ أي أن #رمز# حيث Σ* هي Σ بتوجه معاكس و Z(Σ)* تعبر عن الوحدة المزدوجة
3. Z مضاعف
4. Z(φ) = Λ لكل متشعب فارغ في البعد د، وZ(φ) = 1 لكل متشعب فارغ في البعد د+1.
5. Z(M*) = Z(M) (المسلمة الهرميتية). أي أن Z(M*) هي انفصال Z(M).

### العلاقة بالفيزياء
فيزيائيًا، (2) + (4) متعلقتان بالثابت النسبي بينما تعبر (3) + (5) عن الطبيعة الكمية للنظرية.
Σ يفترض بها أن تشير إلى الفضاء الفيزيائي (عادة ما تكون د=3 في الفيزياء المعيارية) والبعد الإضافي في Σ × I هو الزمن التخيلي. فضاء Z(M) هو فضاء هيلبرت في نظرية الكم ونظرية فيزيائية بهاملتوني H سيكون لها معامل تطور زمن eitH أو معامل الزمن التخيلي e−tH. السمة الأساسية لنظريات المجال الكمي الطوبولوجية هي أن H = 0 ما يدل على أنه لا يوجد ديناميكا حقيقية أو انتشار على طول الأسطوانة Σ × I. لكن يمكن أن يوجد «انتشار» غير ضئيل (أو سعات الأنفاق) من Σ0 إلى Σ1 من خلال متشعب متداخل (M) حيث {\displaystyle \partial M=\Sigma _{0}^{*}\cup \Sigma _{1}}؛ يعبر هذا عن طوبولوجية M.